# Two Moons
Nom amb què fou conegut Ishi’eyo Nissi (1847-1917). Guerrer xeiene. Fou un dels joves guerrers que lluitaren a Little Big Horn el 1876, però es rendí poc després a Nelson Miles i serví d'escorta a l'exèrcit, raó per la qual fou recompensat amb el nomenament de cap de la reserva Northern Cheyenne. El 1914 viatjà a Washington i s'entrevistà amb Woodrow Wilson. El 1898 el seu relat sobre la batalla de Little Big Horn fou publicat a la Mc Clure's Magazine.